# Ibrahima Traoré
Ibrahima Traoré, född 21 april 1988 i Villepinte, är en franskfödd guineansk fotbollsspelare. Han har under sin karriär spelat för bland annat Hertha Berlin, FC Augsburg, VfB Stuttgart och Borussia Mönchengladbach. Han har även representerat Guineas landslag.